# Bažant Bulwerův
Bažant Bulwerův (Lophura bulweri) je druh bažanta, který je endemický jihoasijskému ostrovu Borneo. Samec bažanta Bulwerova má výrazný dlouhý bílý ocas a sytě modré laloky na hlavě.

## Systematika
Druh poprvé popsal Richard Bowdler Sharpe v roce 1874. Bažant Bulwerův je řazen do rodu asijských bažantů Lophura. Netvoří žádné poddruhy.

Vybraná dobová vyobrazení
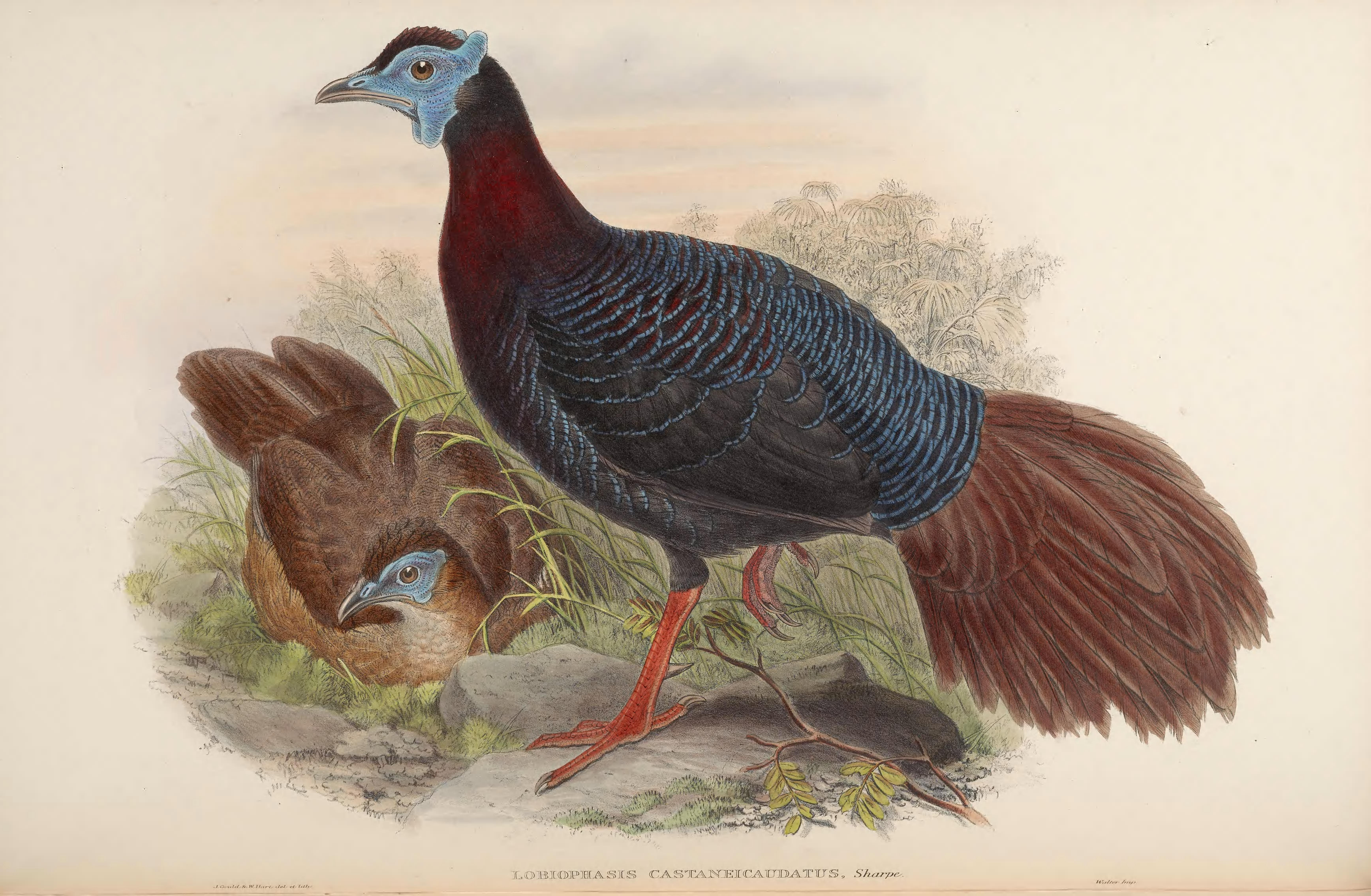
Ilustrace samice (vlevo) a samce (John Gould, mezi lety 1850-1883)
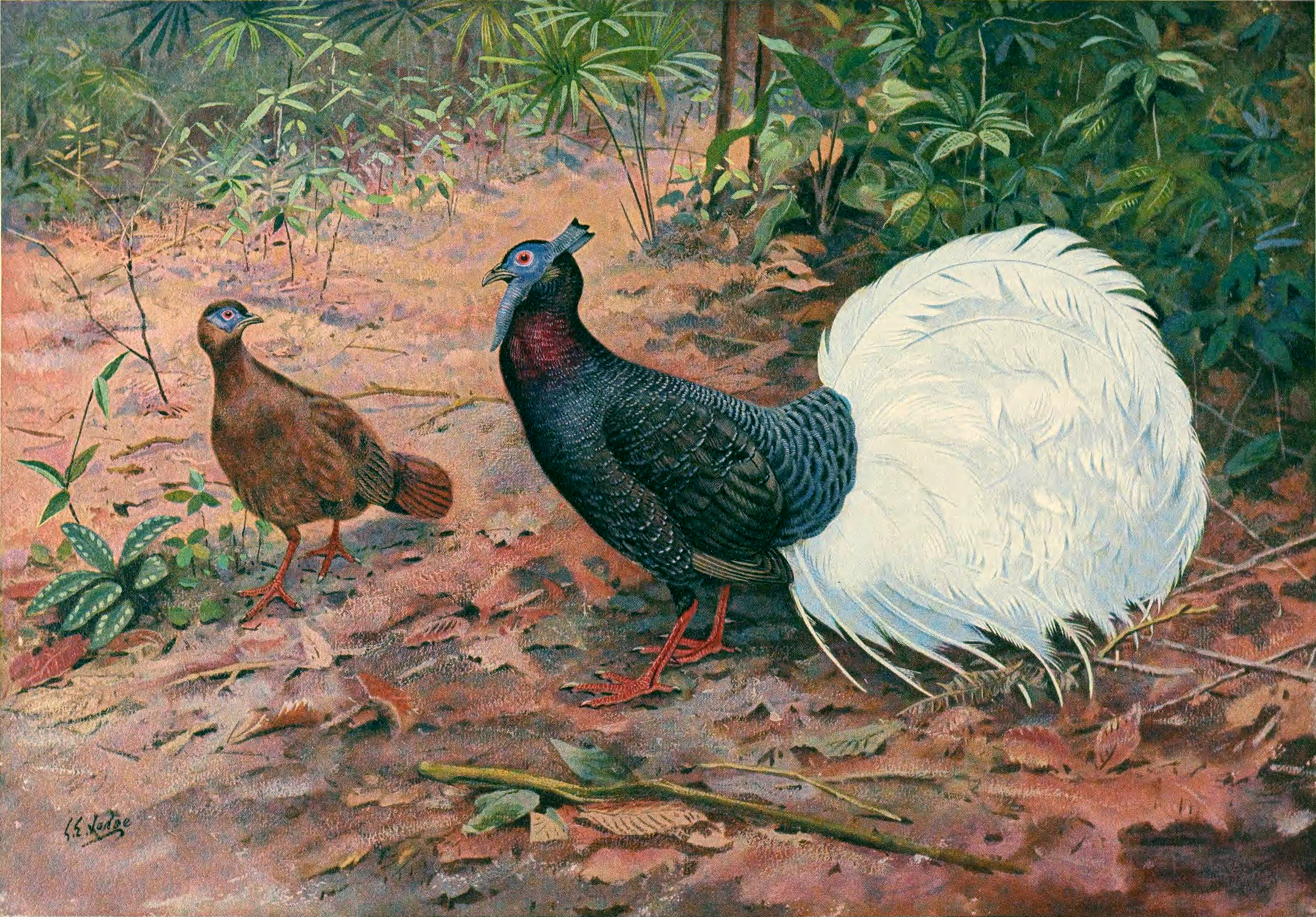
Malba samice (vlevo) a samce (George Edward Lodge, 1921)
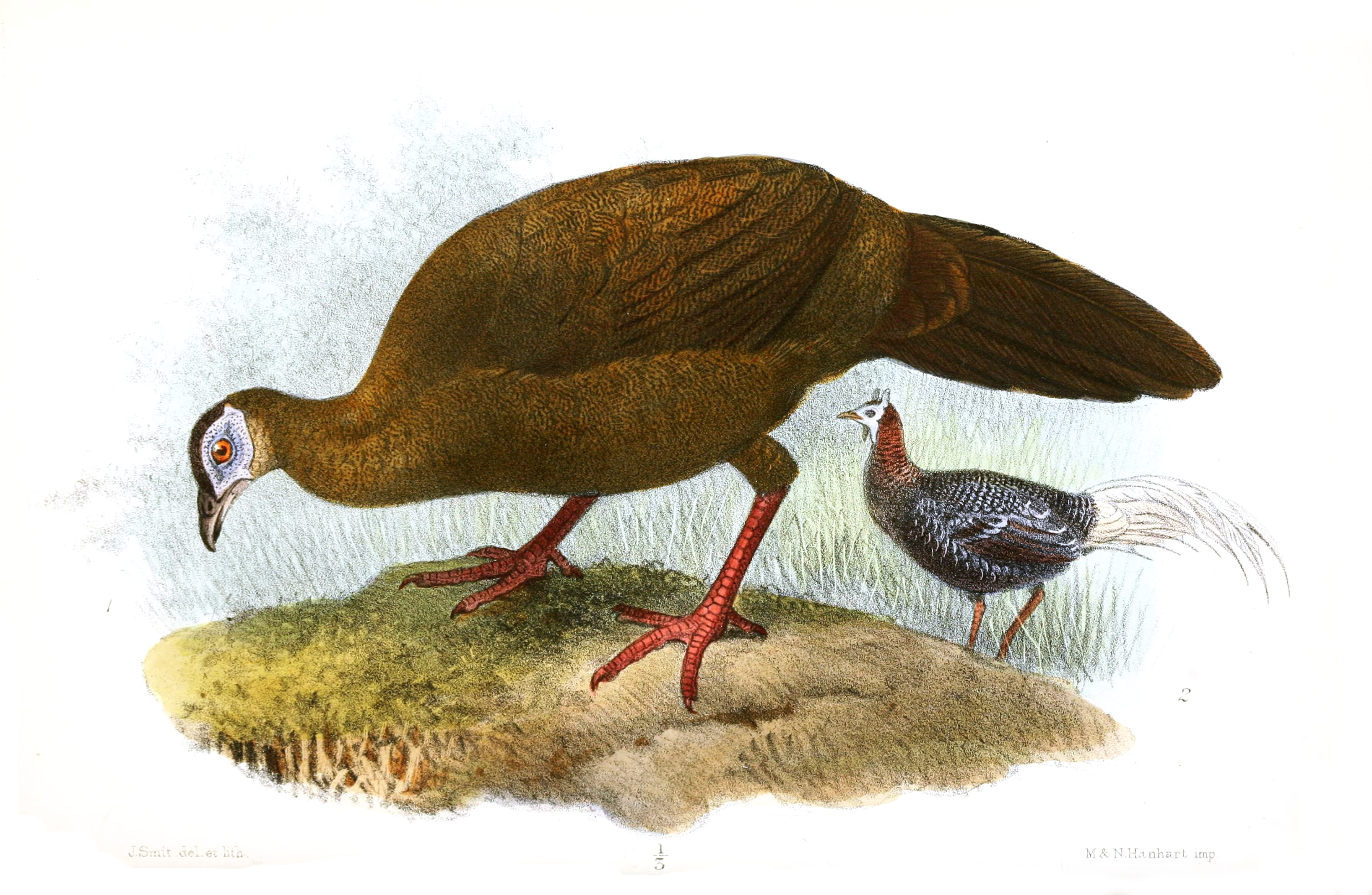
Samice (v popředí) a samec (Joseph Smit, 1876)
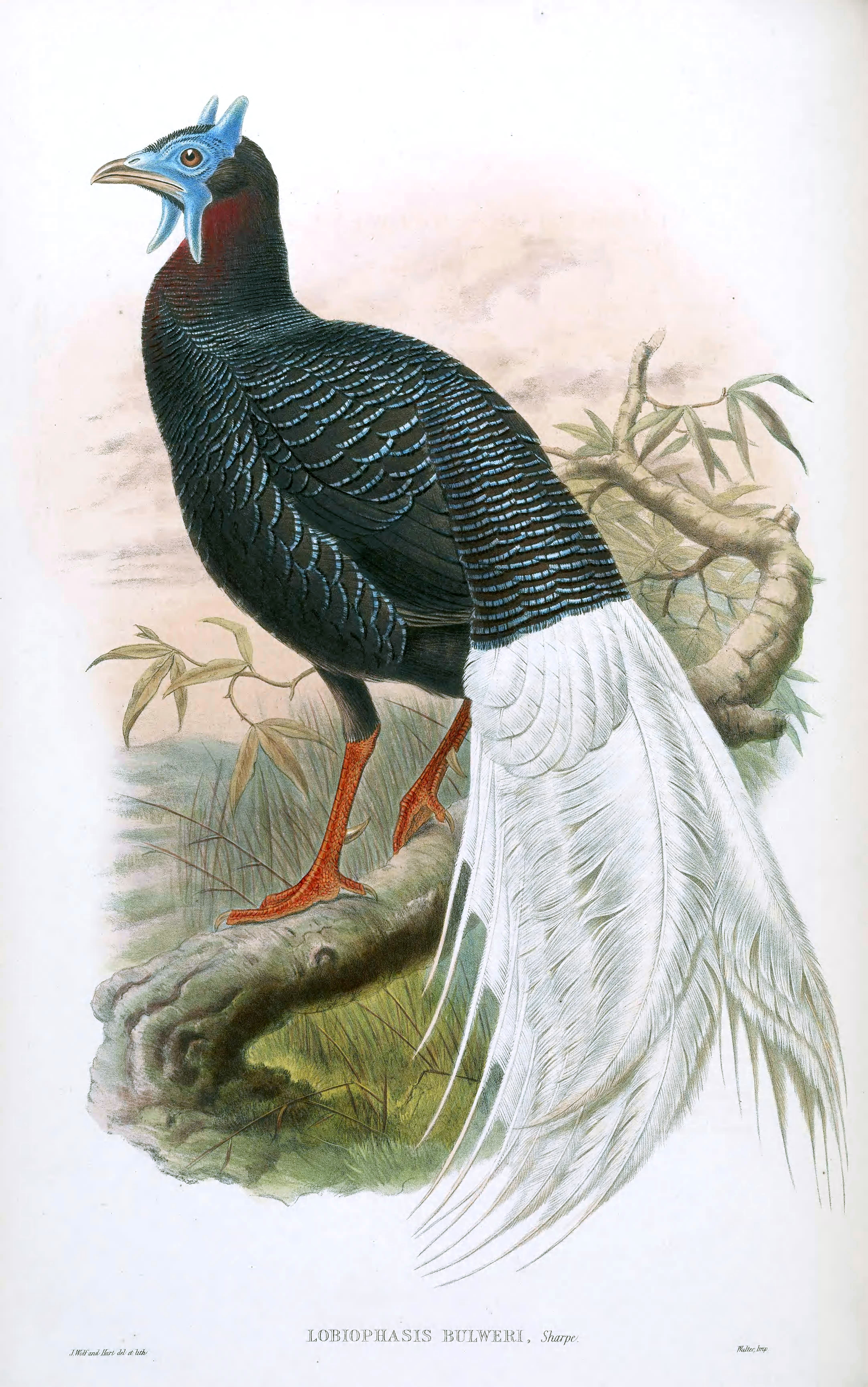
Samec (John Gould, mezi 1850–1883)

## Popis

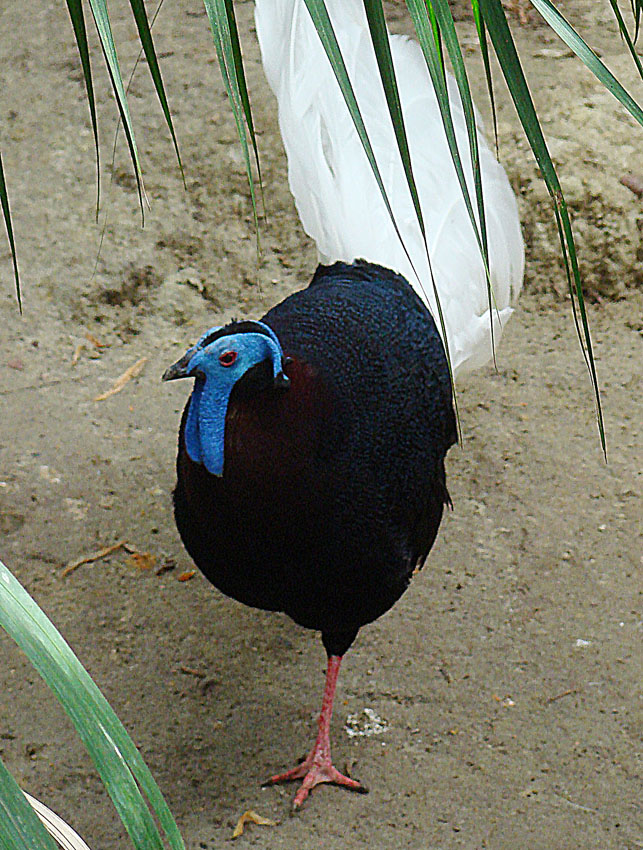
Samec bažanta Bulwerova

Jedná se o nepřehlédnutelný druh bažanta s výrazným ocasním peřím a modrými laloky na hlavně. Zobák je černý se světlým koncem, nohy i duhovky jsou karmínové. Samcova hruď a krk jsou kaštanově červené, zbytek těla kromě ocasu je černý. Jednotlivá pera jsou zakončena modrým lemem. Ruční letky jsou hnědé, loketní letky černé. 30–32 ocasních krovek je čistě bílých. 7 vnějších párů ocasních krovek má prodloužená brka, takže trčí z krovek jako ostny. Dalších 8–9 párů ocasních krovek je dalece prodlouženo do velkého sněhově zbarveného vějíře. Z tváře samce vyrůstají směrem dolů i dozadu dlouhé sytě modré laloky. Délka samců se pohybuje mezi 77–80 cm, ocas je dlouhý kolem 45 cm, váha je v rozmezí 1,5–1,8 kg.
Samice má převážně kaštanové opeření s jemným černým pruhováním. Spodina je o něco světlejší, nejsvětlejší je na hrdle. Kaštanový ocas samice má 13 párů rovných, jen o něco prodloužených ocasních krovek. Na neopeřených tvářích prosvítá modrá kůže. Délka samice je kolem 55 cm, její ocas je dlouhý kolem 18 cm a váha se pohybuje kolem 1 kg.

## Rozšíření a populace
Bažant Bulwerův je endemický k Borneu. Vyhledává svahy montánních pralesů od 500–1200 m n. m., případně až do 1500 m n. m. Občas se vyskytuje i v nižších polohách do 150 m n. m. Jeho výskyt je spojován s toky řek, u kterých se krmí. Vyskytuje se hlavně ve středních částech ostrova. Hrubý odhad populace je o 3500–15 000 jedinců.

## Biologie
O biologii druhu je známo jen minimum informací. Vydává hlasitý, výrazný skřehotavý zvuk. Kontaktní volání představuje kovově zvučné kók kók. Živí se hmyzem a červy, které sbírá v okolí řek, kam dvakrát denně sestupuje z vyšších poloh. Je možné, že hnízdění druhu je navázáno na dostupnost potravy (úrodu ovoce, žírné roky). Během hnízdění samci předvádí samicím své nápadné, plně rozevřené sněhové ocasy a jejich laloky se naplní krví. Snůška tvoří patrně 2 či více růžově krémových vajec. Inkubace v zajetí trvá 24–25 dní.

## Ohrožení
Hlavní hrozbu druhu představuje ztráta přirozeného prostředí následkem kácení pralesů za účelem získání zemědělské a farmářské půdy, dále fragmentace krajiny a lesní požáry. Místně jsou bažanti Bulwerovi i loveni. Následkem těchto faktorů je populace bažantů Bulwerových na ústupu. Mezinárodní svaz ochrany přírody druh hodnotí jako zranitelný. Bažanti Bulwerovi se chovají v zajetí, avšak typicky v jediném páru a vyvedení mláďat v chovných zařízeních je zatím spíše vzácností.